# جورج هارپر (دوچرخه‌سوار)
جورج هارپر (انگلیسی: George Harper؛ زادهٔ ۱۰ ژوئیهٔ ۱۹۹۲) دوچرخه‌سوار اهل بریتانیا است.
از باشگاه‌هایی که در آن بازی کرده‌است می‌توان به تیم دوچرخه‌سواری وان اشاره کرد.